# (16154) Dabramo
(16154) Dabramo est un astéroïde de la ceinture principale.

## Description
(16154) Dabramo est un astéroïde de la ceinture principale. Il fut découvert le 1er janvier 2000 à San Marcello Pistoiese par Andrea Boattini et Maura Tombelli. Il présente une orbite caractérisée par un demi-grand axe de 3,20 UA, une excentricité de 0,04 et une inclinaison de 6,2° par rapport à l'écliptique.

## Compléments